# Pomadasys guoraca
Pomadasys guoraca är en fiskart som först beskrevs av Cuvier 1829.  Pomadasys guoraca ingår i släktet Pomadasys och familjen Haemulidae. Inga underarter finns listade i Catalogue of Life.